# Charles Herbette
Charles Émile Victor Herbette, né à Saint-Nicolas-lez-Arras en 1809 et mort  à Paris 8e le 27 mai 1879, est un grammairien helléniste français.

## Biographie
Fils d’un officier de chasseurs, élève de l'École préparatoire, agrégé de grammaire (1829), il épouse en 1834, Françoise Émilie Talayssac (1813-1871). Ils ont cinq enfants : Émile (1834-1898) notaire à Rueil et membre du Conseil général de Seine-et-Oise, président de la délégation cantonale, chevalier de la Légion d'honneur, officier de l’Instruction publique (Palmes Académiques) mort en novembre 1898 à Charleville chez son gendre le commandant de Feraudy, Lucile (1837-1855), Émilie (1860-1923), Jules (1839-1901), directeur du Ministère des Affaires étrangères, ambassadeur de France à Berlin et Louis (1843-1921) préfet, Conseiller d’État, directeur de l’Administration Pénitentiaire.
Charles Herbette est professeur au Collège Royal de Bourbon (1843) devenu Lycée Impérial (1848) avant de prendre le nom de lycée Condorcet en 1870. Il a laissé à Jules de Goncourt la réputation d’un professeur sévère :
« Le soir, dans l’impossibilité du travail, nous remontons tous deux, en fumant des pipes, à nos souvenirs de collège, alternant de la voix et de la mémoire : Jules contant le collège Bourbon, et ce terrible professeur de sixième, cet Herbette qui fit toute son enfance heureuse, malheureuse, le poussant aux prix de grands concours. ».
En janvier 1880, lors de la nomination de son fils Jules à la direction du personnel du ministère des Affaires étrangères, un journaliste fait allusion aux talents de spéculateur de Charles Herbette :
« M. Herbette père spéculait sur les terrains et lisait Cicéron. Après sa classe du matin, il allait pousser des enchères. Nous ne pouvons qu'approuver l'emploi qu'il fit de ses diverses facultés. Tout le monde ne sait pas allier le génie de M. Haussmann au génie de Quintilien ».
Il achète en 1856, le chalet « Herbette » à Pornic dans lequel il se réfugie lors de l'Année terrible (1870-1871). Son fils Louis, resté dans la capitale, a publié la correspondance échangée avec sa famille lors du siège de Paris.
Rentré à Paris après la mort de sa femme, Charles Herbette y meurt en 1879.

## Œuvre
- Abrégé de la grammaire grecque, à l'usage des commençants, Ed. Mme Veuve Maire-Nyon, Paris 1842 (144 p.)